# Чале
Чале (груз. ჭალე) — село в Грузії.
За даними перепису населення 2014 року в селі проживає 900 осіб.